# Rhythm of Love (албум на Кайли Миноуг)
Вижте пояснителната страница за други значения на Rhythm of Love.
Rhythm of Love е третият студиен албум на австралийската певица Кайли Миноуг. Той е издаден на 12 ноември 1990 година. Миноуг започва работа по албума през 1990 г. с известни композитори и продуценти.

## История
След излизането си албумът достигна десето място в Австралия и девето във Великобритания. Първият сингъл на албума, Better the Devil You Know, е хит – на второ място в Великобритания. Албумът достига до десето място в Австралия.

## Сингли
- Better the Devil You Know е издаден през април 1990 година. Той достига четвърто място в Австралия и номер две във Великобритания.

- Step Back in Time е издаден през октомври 1990 година. Той достигна номер четири във Великобритания и номер пет в Австралия.

- What Do I Have to Do е издаден през януари 1991 година. Той достигна номер шест във Великобритания и номер единадесет в Австралия.

- Shocked е издаден през май 1991 година. Той достигна номер шест във Великобритания и номер седем в Австралия.

## Списък с песните

### Оригинален траклист
1. Better the Devil You Know – 3:54
2. Step Back in Time – 3:05
3. What Do I Have to Do – 3:44
4. Secrets – 4:06
5. Always Find the Time – 3:36
6. The World Still Turns – 4:01
7. Shocked – 4:48
8. One Boy Girl – 4:35
9. Things Can Only Get Better – 3:57
10. Count the Days – 4:23
11. Rhythm of Love – 4:13

### Лимитирано златно издание
1. Step Back in Time (Walkin' Rhythm mix) – 7:55
2. What Do I Have to Do (Between the Sheets remix) – 7:08
3. Shocked (DNA mix) – 3:10

### Австралийско лимитирано издание
1. Better the Devil You Know (U.S. remix) – 6:03
2. Step Back in Time (Walkin' Rhythm mix) – 7:55
3. What Do I Have to Do (Between the Sheets remix) – 7:08

### Австралийско лимитирано издание – Shocked
1. Shocked (DNA mix) – 3:10
2. Shocked (DNA 12" mix) – 6:20
3. Shocked (Harding/Curnow 7" mix) – 3:18

### 1990 японско издание
1. Better the Devil You Know (The Mad March Hare Mix) – 7:09

### 2012 японско преиздание
1. Better The Devil You Know (Dave Ford Remix) – 5:49
2. Step Back In Time (Tony King Mix) – 7:29
3. What Do I Have To Do (оригинален 12" mix) – 7:09
4. Shocked (DNA 12" Mix) – 6:14
5. One Boy Girl (оригинален 12" mix) – 4:56
6. Things Can Only Get Better (оригинален mix) – 3:36

### 2015 преиздание делукс версия (Диск 1)
1. Better The Devil You Know (The Mad March Hair Mix) – 7:08
2. Step Back In Time (Walkin' Rhythm Mix) – 8:00
3. What Do I Have To Do (Pumpin' Mix) – 7:47
4. Shocked (DNA 12" Mix) – 6:14
5. Things Can Only Get Better (оригинален mix) – 3:37

### 2015 преиздание делукс версия (Диск 2)
1. Better The Devil You Know (Dave Ford Mix) – 5:50
2. Step Back In Time (Tony) – 7:30
3. What Do I Have To Do (Between The Sheets Mix) – 7:05
4. Shocked (Harding/Curnow 12" Mix) – 7:32
5. Better The Devil You Know (алтернативен mix) – 3:20
6. I am The One For You – 3:12
7. What Do I Have To Do (Billy The Fish Mix)) – 7:31
8. Better The Devil You Know (U.S. Remix) – 6:03
9. One Boy Girl (12" Mix) – 4:57
10. Shocked (Harding/Curnow 7" Mix) – 3:19
11. Things Can Only Get Better (оригинален 12" Mix) – 7:12
12. What Do I Have To Do (Sax On The Beach Mix) – 8:55
13. Step Back In Time (The Big Shock) – 6:38

### 2015 преиздание делукс версия (Диск 3)
1. Better the Devil You Know (видеоклип)
2. Step Back in Time (видеоклип)
3. What Do I Have to Do (видеоклип)
4. Shocked (видеоклип)
5. Better the Devil You Know (зад кадър, част от секцията с бонус кадри)
6. Step Back in Time (зад кадър, част от секцията с бонус кадри)
7. What Do I Have to Do (зад кадър, част от секцията с бонус кадри)
8. Better the Devil You Know (на живо от Going Live!)
9. Better the Devil You Know (на живо от Top of the Pops)
10. Better the Devil You Know (на живо от Christmas Top of the Pops)
11. Step Back in Time (на живо от Going Live!)
12. Step Back in Time (на живо от Top of the Pops)
13. Shocked (на живо от Top of the Pops)

## Екип
- Кайли Миноуг – вокал, беквокали
- Matt Aitken – китара, кийборд, аранжимент
- John DeFaria – китара
- Stephen Bray – кийборд, продецент
- Claude Gaudette – кийборд, аранжимент
- Mike Stock – кийборд, аранжимент
- Jim Oppenheim – саксофон
- Michael Jay – барабани, аранжимент, продуцент
- Mark Leggett – барабани
- Maxi Anderson – беквокали
- Peggie Blu – беквокали
- Joey Diggs – беквокали
- Alice Echols – беквокали
- Mae McKenna – беквокали
- Miriam Stockley – беквокали
- Linda Taylor – беквокали
- Keith "KC" Cohen – продуцент, микс, engineer
- Pete Waterman – аранжимент
- Peter Day – engineer
- Karen Hewitt – engineer
- John Chamberlin – assistant engineer
- Mauricio Guerrero – assistant engineer
- Kimm James – assistant engineer, assistant продуцент
- Sylvia Massy – assistant engineer, микс асистент
- Mitch Zelezny – assistant engineer
- Nick Egan – art direction, облекло